# Eamonn Martin
Eamonn Thomas Martin (* 9. Oktober 1958 in Basildon) ist ein ehemaliger englischer Langstreckenläufer.
Er wurde u. a. zweimal im Crosslauf (1984 und 1992), dreimal im 5000-Meter- (1988, 1990 und 1991) und zweimal im 10.000-Meter-Lauf (1989 und 1992) englischer Meister. Über die letzte Distanz stellte er am in Oslo mit 27:23.06 einen britischen Rekord auf, der zehn Jahre lang Bestand hatte.
1993 wechselte er auf die Marathondistanz und siegte als bislang letzter männlicher Einheimischer beim London-Marathon mit seiner persönlichen Bestzeit von 2:10:50. Zwei Jahre später gewann er den Chicago-Marathon.
Eamonn Martin arbeitete später als Testingenieur, ist verheiratet und hat drei Kinder.